# Adolf von Poche
Adolf von Poche (9. června 1811 Nižbor – 2. května 1893 Vídeň) byl rakouský a český politik německé národnosti, místodržící Moravy, v 2. polovině 19. století poslanec Říšské rady.

## Biografie
Jeho otcem byl majitel hutí ve Zbiroze Franz Poche. Vystudoval práva a nastoupil do státní služby. Od roku 1847 působil na Moravě. V březnu 1848 se ujal vedení prezidiálního byra moravskoslezského zemského gubernia. Spolupracoval s místodržícím Leopoldem Lažanským z Bukové. Roku 1850 se stal místodržitelským radou. Roku 1853 přešel na místodržitelství do Budína. Krátce poté se stal viceprezidentem místodržitelského odboru v hornouherských Košicích. V roce 1860 byl jmenován viceprezidentem místodržitelství v Budíně. V březnu 1861 přešel na centrální státní ministerstvo jako provizorní sekční šéf. Od 18. května 1862 zastával funkci místodržícího Moravy.
Po obnovení ústavního systému vlády se zapojil i do zákonodárných sborů. V zemských volbách v roce 1861 byl zvolen za poslance Moravského zemského sněmu za kurii venkovských obcí, obvod Krumlov, Náměšť, Hrotovice. Mandát obhájil v zemských volbách v lednu 1867 i krátce poté vypsaných volbách v březnu 1867. Byl rovněž znovu zvolen v zemských volbách v roce 1870 i v druhých zemských volbách roku 1871. V nich ovšem již za kurii velkostatkářskou, II. sbor. Na poslanecký mandát rezignoval roku 1873.
Zemský sněm ho roku 1861 delegoval i do Říšské rady (tehdy ještě volené nepřímo) za kurii venkovských obcí. Opětovně byl zemským sněmem do vídeňského parlamentu vyslán roku 1867 a 1870. K roku 1861 se uvádí jako tajný rada a moravský místodržící, bytem v Brně.
V roce 1870 hlasoval v Říšské radě proti vládě Alfreda von Potockého. Následně byl penzionován ze státní služby. Místodržícím byl do 20. září 1870. Národní listy ho v posmrtné vzpomínce označily za představitele éry německého liberála Karla Giskry, zatímco za jeho odstraněním z funkce místodržícího viděly vliv konzervativního ministra Eduarda Taaffeho.
20. července 1853 získal Řád železné koruny III. třídy. V roce 1854 byl povýšen do šlechtického stavu. V roce 1859 získal titul barona, Poche-Lettmayer. Zároveň obdržel Císařský rakouský řád Leopoldův. Roku 1862, v souvislosti s nástupem do funkce místodržícího, získal Řád železné koruny I. třídy. 28. září 1870 mu město Jihlava udělilo čestné občanství.
V závěru života působil jako prezident akciové společnosti Elbemühl ve Vídni. Firma prodělala finanční problémy a Poche již nebyl akcionáři do funkce dále jmenován. Krátce poté v květnu 1893 spáchal ve Vídni sebevraždu. Podřízl si krk ostrým nožem a pak skočil ze třetího patra. Byl už jako umírající dopraven na kliniku profesora Alberta. Ještě téhož dne utrpěným zraněním podlehl.
Jeho synem byl politik Eugen Poche-Lettmayer.